# Phreatia pholidotoides
Phreatia pholidotoides är en orkidéart som beskrevs av Rudolf Schlechter. Phreatia pholidotoides ingår i släktet Phreatia och familjen orkidéer. Inga underarter finns listade i Catalogue of Life.